# Orígenes Lessa
Orígenes Themudo Lessa (Lençóis Paulista, 12 de julho de 1903 – Rio de Janeiro, 13 de julho de 1986) foi um jornalista, contista, novelista, romancista e ensaísta brasileiro, um dos imortais da Academia Brasileira de Letras.

## Biografia
Orígenes Themudo Lessa era filho de Vicente Themudo Lessa, historiador, jornalista e pastor presbiteriano pernambucano, e de Henriqueta Pinheiro Themudo Lessa. Em 1906, foi levado pela família para São Luís do Maranhão, onde cresceu até os nove anos, acompanhando a jornada do pai como missionário. Da experiência de sua infância resultou o romance Rua do Sol.  Em 1912, voltou para São Paulo. Aos 19 anos, ingressou num seminário protestante, do qual saiu dois anos depois.
Em 1924, transferiu-se para o Rio de Janeiro, separando-se voluntariamente da família e lutando com grandes dificuldades. Para se sustentar, dedicou-se ao magistério. Completou um curso de Educação Física, tornando-se instrutor de ginástica do Instituto de Educação Física da Associação Cristã de Moços. Ingressou no jornalismo, publicando os seus primeiros artigos na seção “Tribuna Social-Operária” de O Imparcial.
Matriculou-se na Escola Dramática do Rio de Janeiro em 1928, dirigida então por Coelho Neto, objetivando o teatro como forma de realizar-se. Saudou Coelho Neto, em nome dos colegas, quando o romancista foi aclamado “Príncipe dos Escritores Brasileiros”. Ainda em 1928, voltou para São Paulo, onde ingressou como tradutor no Departamento de Propaganda da General Motors, ali permanecendo até 1931.
Em 1929, começou a escrever no Diário da Noite de São Paulo e publicou a primeira coleção de contos, O Escritor Proibido, calorosamente recebida por Medeiros e Albuquerque, João Ribeiro, Menotti del Picchia e Sud Mennucci. Seguiram-se a essa coletânea Garçon, Garçonnette, Garçonnière, menção honrosa da Academia Brasileira de Letras, e A Cidade que o Diabo Esqueceu.
Em 1932 participou ativamente na Revolução Constitucionalista, durante a qual foi preso e removido para o Rio de Janeiro. No presídio de Ilha Grande, escreveu Não Há de ser Nada, reportagem sobre a Revolução Constitucionalista, e Ilha Grande, jornal de um prisioneiro de guerra , dois trabalhos que o projetaram nos meios literários. Nesse mesmo ano ingressou como redator na N.Y. Ayer & Son, atividade que exerceu durante mais de quarenta anos em sucessivas agências de publicidade.
Voltou à atividade literária, publicando a coletânea de contos Passa-Três e, a seguir, a novela O Joguete e o romance O Feijão e o Sonho, obra que conquistou o Prêmio Antônio de Alcântara Machado e teve um sucesso extraordinário, inclusive na sua adaptação como novela de televisão.
Em 1942 mudou-se para Nova Iorque para trabalhar no Coordinator of Inter-American Affairs, tendo sido redator na NBC em programas irradiados para o Brasil. Em 1943, de volta ao Rio de Janeiro, reuniu no volume Ok, América as reportagens e entrevistas escritas nos Estados Unidos. Deu continuidade à sua atividade literária, publicando novas coletâneas de contos, novelas e romances. A partir de 1970 dedicou-se também à literatura infanto-juvenil, chegando a publicar, nessa área, quase 40 títulos, que o tornaram um autor conhecido e amado pelas crianças e jovens brasileiros.
Foi casado com a jornalista e cronista Elsie Lessa, sua prima-irmã, com quem teve um filho, o jornalista, cronista e escritor Ivan Lessa. Também foi casado com Edith Thomas, com quem teve outro filho, Rubens Lessa. Na ocasião de sua morte, estava casado com Maria Eduarda Lessa. Foi sepultado em Lençóis Paulista, sua cidade natal.

## Prêmios
Lista resumida:
- Prêmio Antônio de Alcântara Machado (1939), pelo romance O Feijão e o Sonho;
- Prêmio Carmem Dolores Barbosa (1955), pelo romance Rua do Sol;
- Prêmio Fernando Chinaglia (1968), pelo romance A Noite sem Homem;
- Prêmio Luísa Cláudio de Sousa (1972), pelo romance O Evangelho de Lázaro.

## Obras
Lista resumida:

### Contos, romances e reportagens
- O Escritor Proibido, contos (1929);
- Garçon, Garçonnette, Garçonnière, contos (1930);
- A Cidade que o Diabo Esqueceu, contos (1931);
- Não Há de ser Nada, reportagem (1932);
- Ilha Grande, reportagem (1933);
- Passa-três, contos (1935);
- O Feijão e o Sonho, romance (1938);
- Ok, América, reportagem (1945);
- Omelete em Bombaim, contos (1946);
- A Desintegração da Morte, novela (1948);
- Rua do Sol, romance (1955);
- Oásis na Mata, reportagem (1956);
- João Simões Continua, romance (1959);
- Balbino, o Homem do Mar, contos (1960);
- Histórias Urbanas, contos (1963);
- A Noite sem Homem, romance (1968);
- Nove Mulheres, contos (1968);
- Beco da fome, romance (1972);
- O Evangelho de Lázaro, romance (1972);
- Um Rosto Perdido, contos (1979);
- Mulher Nua na Calçada, contos (1984);
- O Edifício Fantasma, romance (1984);[3]
- Simão Cireneu, romance (1986).

### Ensaios
- Getúlio Vargas na Literatura de Cordel (1973);
- O Índio Cor-de-Rosa. Evocação de Noel Nutels (1985);
- Inácio da Catingueira e Luís Gama, Dois Poetas Negros contra o Racismo dos Mestiços (1982);
- A Voz dos Poetas (1984).

### Literatura infantojuvenil
Apresenta quase 40 títulos, entre os quais destacam-se:
- O Sonho de Prequeté (1934);
- Memórias de um Cabo de Vassoura (1971);
- Napoleão em Parada de Lucas (1971 ou 1972)
- Sequestro em Parada de Lucas (1972);
- Memórias de um Fusca (1972);
- Napoleão Ataca outra Vez (1972);
- A Escada de Nuvens (1972);
- Confissões de um Vira-Lata (1972);
- Aventuras do Moleque Jabuti (1972);
- A Floresta Azul (1972);
- Os Homens de Cavanhaque de Fogo (1972).
- O 13º Trabalho de Hércules (1975);
- O Mundo é assim, Taubaté (1976);
- É Conversando que as Coisas se Entendem (1978);
- Tempo Quente na Floresta Azul (1983).

## Academia Brasileira de Letras
Foi eleito em 9 de julho de 1981 para a cadeira 10 da Academia Brasileira de Letras, na sucessão de Osvaldo Orico, foi recebido em 20 de novembro de 1981 pelo acadêmico Francisco de Assis Barbosa.